# St. Ottilia (Rüdenau)

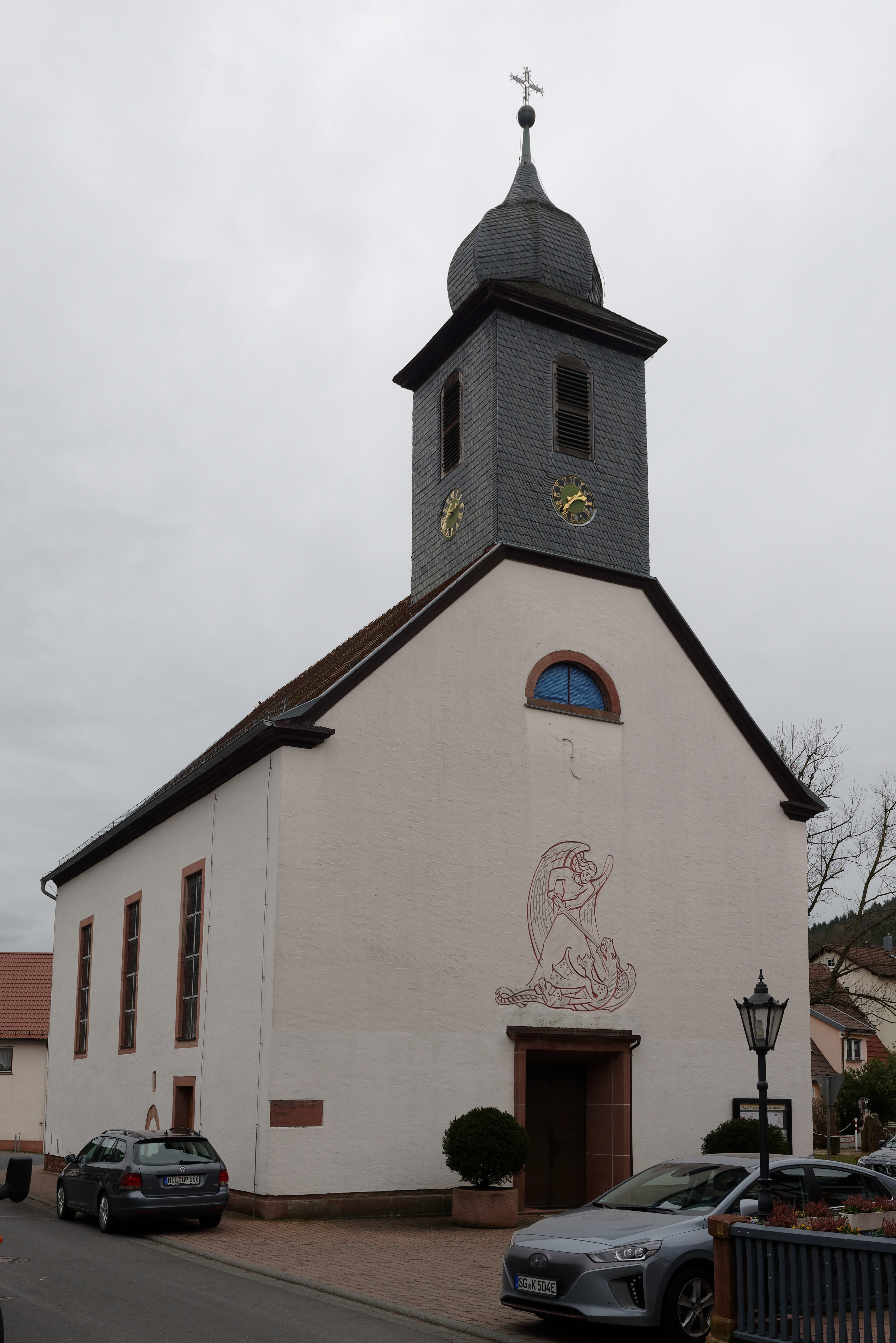
St. Ottilia (Rüdenau)

Die römisch-katholische, denkmalgeschützte, der heiligen Odilia geweihte Pfarrkirche St. Ottilia befindet sich in Rüdenau, einer Gemeinde im Landkreis Miltenberg (Unterfranken, Bayern). Das Bauwerk ist unter der Denkmalnummer D-6-76-153-3 als Baudenkmal in der Bayerischen Denkmalliste eingetragen. Die Pfarrei gehört zur Pfarreiengemeinschaft Am Engelberg (Großheubach) im Dekanat Miltenberg des Bistums Würzburg.

## Beschreibung
Das mit einem Satteldach bedeckte Langhaus der Saalkirche wurde 1825 im Westen unter Beibehaltung des 1711/12 gebauten eingezogenen, dreiseitig geschlossenen Chors errichtet. Aus dem Satteldach des Langhauses erhebt sich im Westen ein quadratischer, schiefergedeckter, mit einer Zwiebelhaube bedeckter Dachreiter, der die Turmuhr und den Glockenstuhl beherbergt. Der Hochaltar, dessen Altarretabel von gedrehten Säulen flankiert wird, und die Kanzel wurden um 1700 gebaut. Das Altarretabel des rechten Seitenaltars, der von korinthischen Säulen flankiert wird, zeigt ein Marienbildnis.

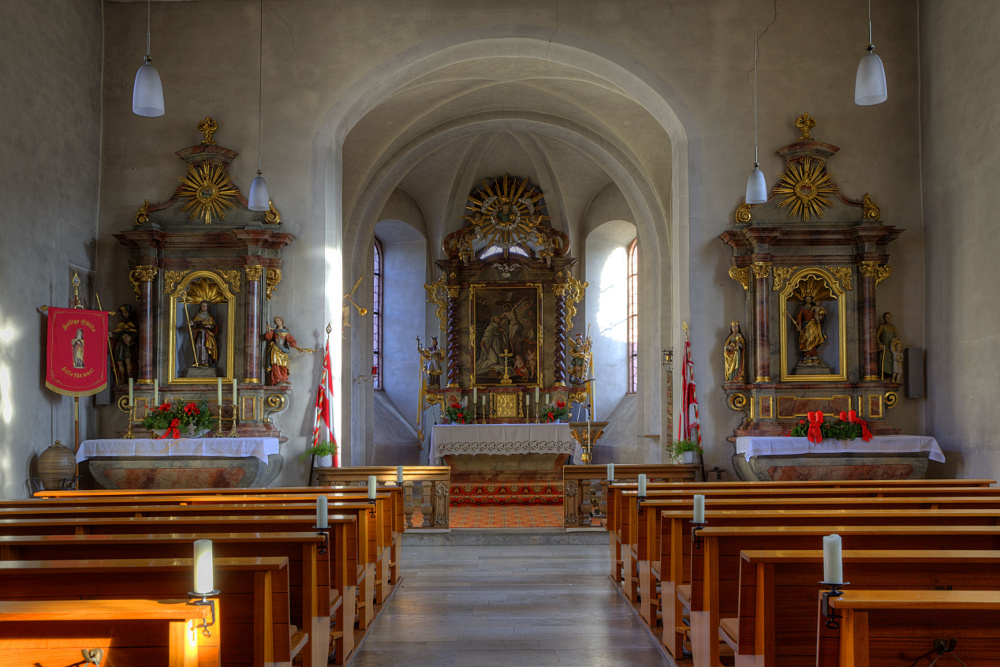
Innenansicht
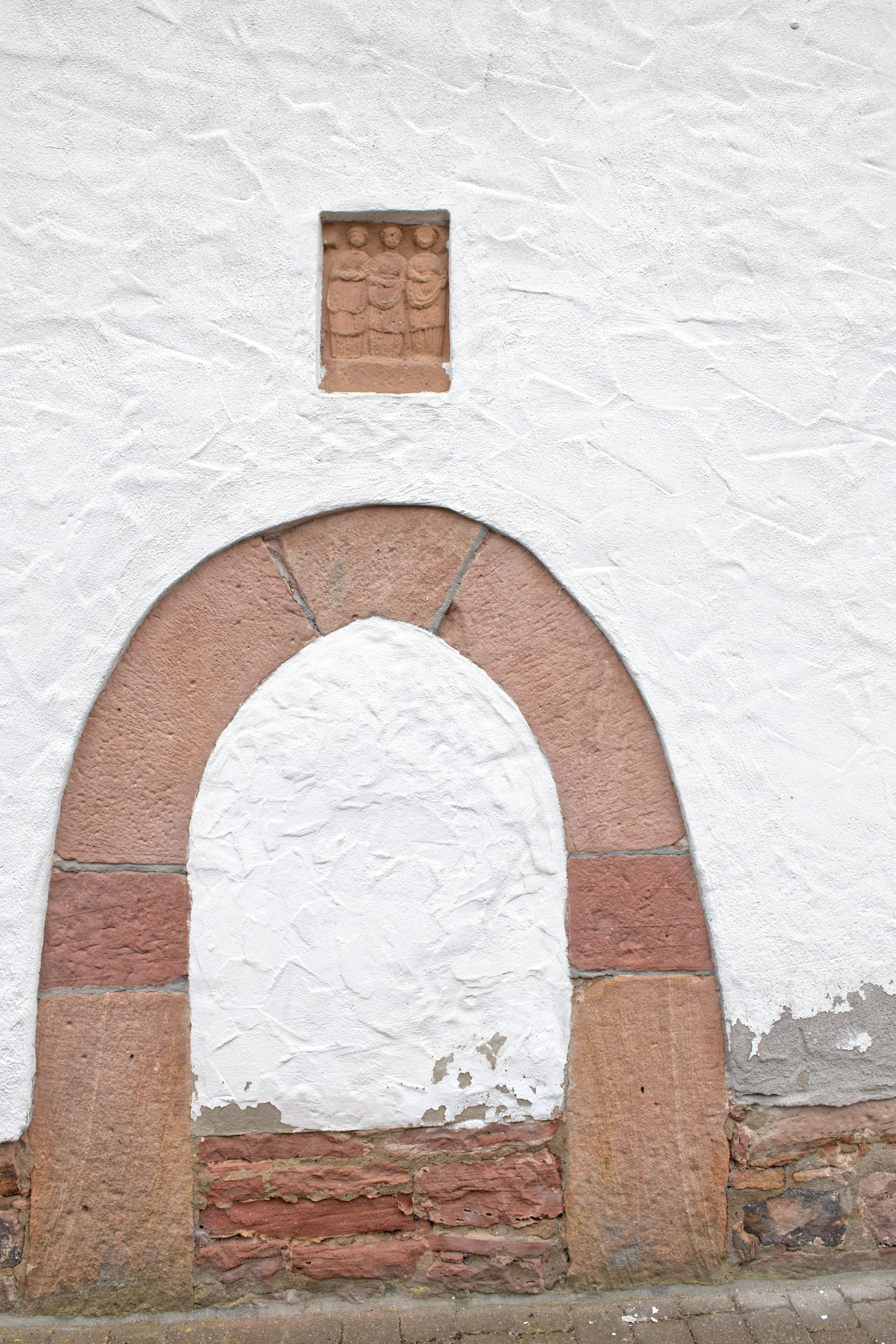
Vermauerter Torbogen mit Darstellung der drei Parzen
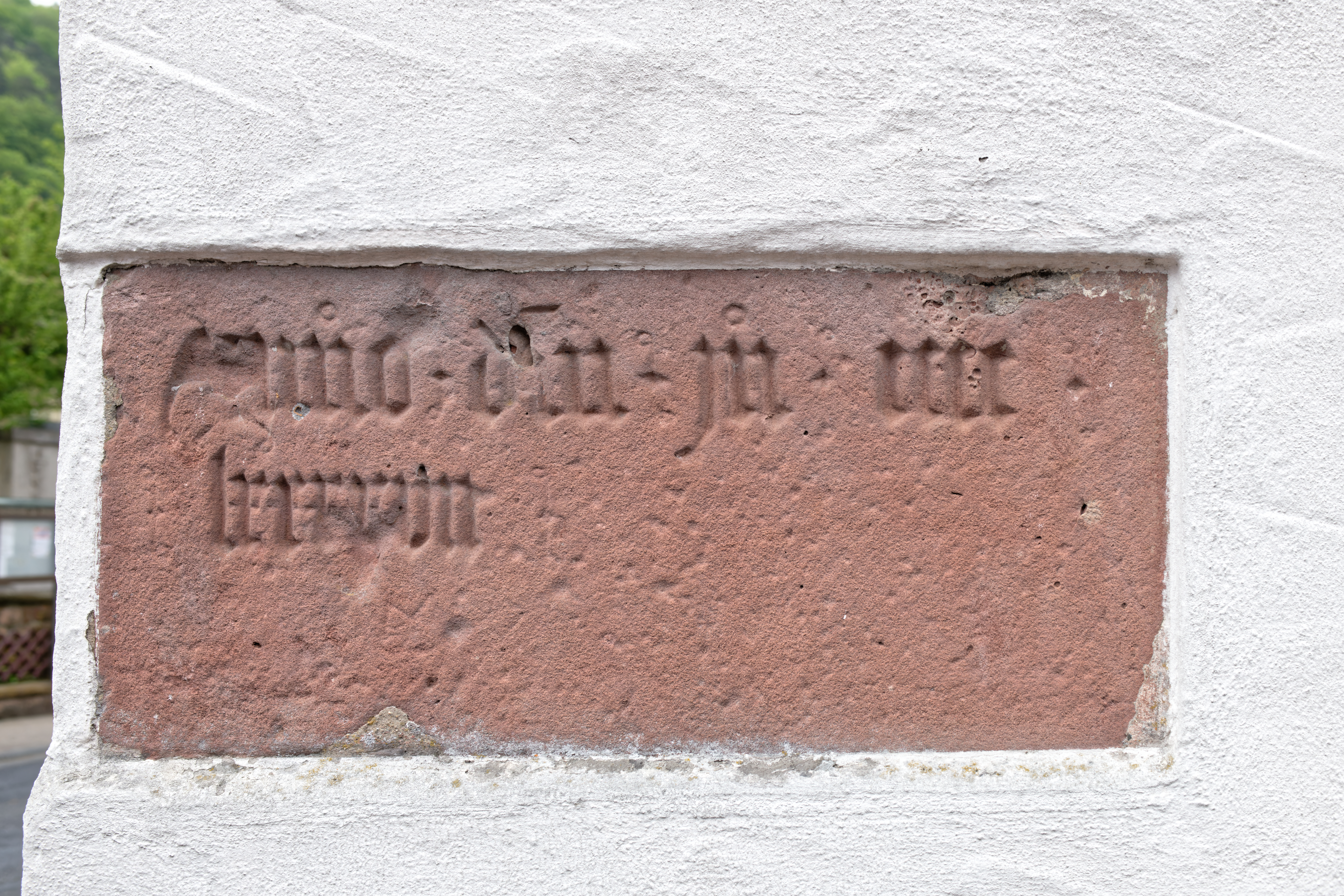
Eingemauerte Inschrift